# Кизилов, Владимир Александрович
Владимир Александрович Кизилов (род. 12 ноября 1952 года, Курск, РСФСР, СССР) — советский и российский художник-график, офортист, член-корреспондент РАХ (2022).
В 1975 году — окончил художественно-графический факультет Курского государственного педагогического института.
В 1996 году — открыл в Курске частную галерею современного искусства «FF».
С 1983 года — член Союза художников СССР, Союза художников России.
Пишет картины в абстрактной манере, наиболее известен своими офортами (техника глубокой печати).

## Творческая деятельность
Автор произведений: цикл «Времена года», серии «Сны», «Старый театр» (1982), «Железногорск» (1982), иллюстраций к сказке Л. Кэрролла «Алиса в стране чудес» (1983), серии «Курские потехи», «Мои соседи» (1984), «Звук крыла» (1991), «Птица ночи» (1993) и других.
Участник большого количества российских и международных выставках.
В 2005 году прошла персональная выставка художника.
Графические работы экспонируются в Курской картинной галерее имени А. А. Дейнеки, Калининградском художественном музее, в музеях и галереях России и за рубежом.

## Награды
- Заслуженный художник Российской Федерации (2003)
- Гран-при I Международного Биеннале графики в Саппоро (Япония) (1991)
- Гран-при в Варне в 2004 год (Болгария)
- Гран-при Международной выставки графики в Калининграде